# W-17
W-17 — тральщик Імперського флоту Японії, який взяв участь у Другій світовій війні.
Корабель, який належав до типу W-17, спорудили у 1936 році на верфі Sakurajima Ironworks у Осаці.
У січні 1941-го W-17 брав участь у операції із зайняття японськими військами Французького Індокитаю, під час якої, зокрема, побував у Хайфоні.
З травня 1941-го корабель належав до 30-го дивізіону тральщиків. Напередодні вступу Японії у Другу світову війну W-17 перейшов з метрополії до Мако (важлива база ВМФ на Пескадорських островах у південній частині Тайванської протоки), а 7 грудня вийшов звідси із завданням супроводжувати загін, що повинен був доправити допоміжний десант на острів Батан (архіпелаг Батанес) у центральній частині Лусонської протоки. Висадка успішно відбулась 8 грудня.
У другій половині грудня 1941-го W-17 брав участь у тралінні затоки Лінагйєн на західному узбережжі Лусону, де висадився головний японський десант.
На початку січня 1942-го тральщик вже перебував у Давао (порт на південному узбережжі острова Мінданао), звідки вийшов 7 січня серед численних кораблів ескорту, які супроводжували транспорти з десантом на Таракан (центр нафтовидобувної промисловості на північно-східному завершенні острова Борнео). Висадка успішно пройшла 11 січня, а 21 січня W-17 рушив з Таракану для супроводу загону, що мав захопити Балікпапан (інший центр нафтової промисловості на сході Борнео). На цей раз японці зустрілись з протидією та втратили кілька транспортів, проте висадка в ніч проти 24 січня пройшла в цілому успішно.
У першій декаді лютого 1942-го W-17 здійснював траління в межах операції заволодіння Макассаром (південно-західний півострів Целебесу). Також є відомості, що тральщик залучали до операції по висадці на острові Ява (відбулась у другій половині лютого — на початку березня).
З кінця березня 1942-го W-17 брав участь у патрулюванні в районі Маніли, що тривало до капітуляції американського гарнізону наприкінці першої декади травня. Після цього у другій половині травня тральщик діяв у центральній частині філіппінського архіпелагу, зокрема патрулював у районі Себу.
У червні 1942-го тральщик перевели до метрополії, після чого десять місяців він ніс патрульно-ескортну службу біля східного узбережжя Японського архіпелагу (передусім в районі Токійської затоки) у військово-морському окрузі Йокосука. 28 червня 1942-го W-17 разом з іншими кораблями взяв участь у полюванні на американський підводний човен «Наутилус», який торпедував та пошкодив гідроавіаносець «Тійода» (можливо відзначити, що в підсумку пошкоджена субмарина мусила перервати похід). 16 грудня під час супроводу конвою підводний човен потопив два судна, після чого W-17 взяв участь у рятувальній операції.
З квітня 1943-го тральщик перевели до військово-морського округу Куре із базуванням на порт Саєкі (південно-східне завершення Кюсю). Тут він став до роботи на трасі між Саєкі та Палау (важливий транспортний хаб на заході Каролінських островів) та, зокрема, супроводжував конвої K-504 (4—14 травня), P-516 (16—25 травня), O-905 (9—17 червня), TO-906 (19—21 червня, супроводжував загін тільки на початковому етапі), FU-405 (24 червня — 2 липня), O-404 (4—13 липня, на переході підводний човен потопив один з транспортів), FU-006 (20—29 липня), O-608 (6—15 серпня). З 18 по 28 серпня W-17 разом зі ще трьома кораблями ескорту супроводжували з Палау до Саєкі конвой FU-806. Вже на підході до пункту призначення, вночі 27 серпня, субмарина потопила один з транспортів. W-17 відкрив вогонь та скинув глибинні бомби по ворожому кораблю, що перебував у надводному положенні, проте не досягнув успіху.
Більшу частину вересня 1943-го тральщик провів у Куре, а потім повернувся на трасу Саєкі — Палау, де спершу ескортував конвої O-505 (25 вересня — 5 жовтня) та FU-705 (7—17 жовтня). 31 жовтня W-17 разом зі ще чотирма кораблями ескорту вийшов для супроводу з Саєкі до Палау конвою O-112, який 2 листопада втратив від атак підводних човнів 5 із 12 транспортів. Після цього W-17 повернув назад та 5 листопада прибув до Саєкі. Два наступні переходи конвоїв O-607 (6—17 листопада) та FU-009 (28 листопада — 7 грудня) пройшли без втрат, тоді як конвой O-302 (13—24 грудня) втратив при нападі субмарини один з транспортів. 28 грудня 1943-го — 6 січня 1944-го W-17 повернувся до метрополії з конвоєм FU-805, а 25 січня — 5 лютого 1944-го пройшов назад на Палау разом з O-510.
9—16 лютого 1944-го W-17 брав участь у супроводі конвою PATA-01, який пройшов з Палау до Такао (наразі Гаосюн на Тайвані), після чого діяльність корабля стала пов'язаною із Південно-Східною Азією. Спершу W-17 ескортував тут конвой TAMA-05 (22—26 лютого, з Такао до Маніли), а 29 лютого вийшов для ескорту конвою MAMI-03, що прямував з Маніли до Мірі (центр нафтовидобутку на північно-західному узбережжі Борнео). 2 березня тральщик відокремився та попрямував назад із зустрічним конвоєм MIMA-03, що прибув до Маніли 4 березня. Далі W-17 пройшов до Японії з конвоями MATA-10 (7—12 березня, Маніла — Такао) і TAMO-11 (15—23 березня, з Такао до Моджі).
З кінця березня по середину квітня 1944-го W-17 пройшов доковий ремонт у Куре, після чого здійснив другий рейс до Південно-Східної Азії, під час якого супроводив конвої MOTA-18 (21—27 квітня, з Моджі до Такао), TAMA-17 (28 квітня — 2 травня, на переході було втрачено 2 транспорти), MATA-19 (4—9 травня) та TAMO-19 (11—20 травня).
3 червня 1944-го тральщик вийшов з Моджі у складі охорони конвою MI-05, що прямував до Мірі. 13 червня на підході до Маніли ворожа субмарина пошкодила транспорт, після чого W-17 скинув два десятки глибинних бомб, але не зміг досягнути успіху. 23 червня конвой досягнув пункту призначення. З 25 по 30 червня W-17 разом з іншими ескортними кораблями супроводив з Мірі до Сінгапуру конвой MISHI-03. 29 червня субмарина потопила транспорт та пошкодила флотський танкер «Ноторо», після чого W-17 прикривав його проведення на буксирі. Далі W-17 пройшов до Японії з конвоями SHIMI-05 (4—8 липня, з Сінгапуру до Мірі) та MI-08 (10 липня — 13 серпня, Мірі — Моджі), при цьому в останньому випадку підводний човен «Барбел» потопив два транспорти. W-17 та кайбокан (фрегат) CD-1 провели контратаку глибинними бомбами, яка завдала певних пошкоджень субмарині.
27 серпня 1944-го W-17 розпочав черговий рейс до Південно-Східної Азії з конвоєм MI-17, кінцевим пунктом призначення якого був Мірі. Конвой успішно подолав вкрай небезпечну Лусонську протоку та 6 вересня прибув до Апаррі (північне узбережжя Лусону), після чого W-17 відокремився та 8 вересня зустрів у протоці конвой TAMA-25, який прямував з Такао до Маніли. Наступної доби в районі острова Калаян (архіпелаг Бабуян північніше Лусона) американський підводний човен потопив два транспорти, разом з якими загинуло близько двох тисяч військовослужбовців. 11 вересня, коли TAMA-25 вже рухався уздовж західного узбережжя Лусону, W-17 полишив його і 12 вересня прибув до Такао.
14—16 вересня 1944-го тральщик здійснив вихід з ескортною місією до островів Батанес, після чого повернувся назад і 18 вересня разом з іншими кораблями ескорту повів з Такао до Маніли конвой TAMA-26. 21 вересня американські субмарини потопили два транспорти, один з яких мав на борту понад п'ять тисяч військовослужбовців і цивільних службовців (втім, у підсумку більшість пасажирів вдалось врятувати, хоча близько 1300 осіб загинули), при цьому W-17 провів безуспішну контратаку. 1 жовтня конвой прибув до Маніли.
2—7 жовтня 1944-го тральщик пройшов до Кап-Сен-Жак (наразі Вунгтау у В'єтнамі). 16 жовтня він вийшов звідси разом з конвоєм SAMA-13, пунктом призначення якого була Маніла. 20 жовтня підводний човен потопив два транспорти, а наступної доби конвой прибув до Мірі, де W-17 відокремився та 24—28 жовтня разом зі ще двома тральщиками супроводив до Маніли танкер «Нічінан-Мару № 2» (SAMA-13 прибув до Маніли з іншою охороною 2 листопада).
29 жовтня 1944-го W-17 разом з двома іншими кораблями вийшов з Маніли для супроводу конвою MAMO-04, що складався з одного транспорту для перевезення військ «Асама-Мару», який прямував до Моджі. Втім, 1 листопада американська субмарина потопила цей транспорт, разом з яким загинуло понад п'ять сотень осіб.
2 листопада 1944-го W-17 прибув до Такао, а 4 листопада вийшов звідси для допомоги транспорту «Атлас-Мару», який мав на борту понад тисячу триста військовослужбовців та під час руху в конвої MOMA-06 Лусонською протокою був торпедований підводним човном. «Атлас-Мару» у підсумку вдалось довести на буксирі до острова Сабтанг (архіпелаг Батанес) та посадити на мілину, після чого W-17 рушив 6 листопада на південь в охороні MOMA-06. 8 листопада субмарина потопила один з кораблів охорони — торпедний човен «Сагі», при цьому W-17 підібрав 117 вцілілих моряків. 9 листопада загін прибув до Маніли.
11 листопада 1944-го W-17 полишив Манілу, разом зі ще двома тральщиками ескортуючи конвой MAYU-10 до порту Юлін (острів Хайнань). На переході підводні човни потопили обидва транспорти конвою і W-17 у підсумку 16 листопада прибув до Кап-Сен-Жак.
З 20 листопада 1944-го W-17 брав участь у охороні конвою SATA-02, єдиний транспорт якого «Хіда-Мару» прямував з Сайгону до Такао. Вночі 26 листопада бомбардувальник B-24, який виконував розвідувальний політ, виявив конвой та атакував його, завдавши пошкоджень обом тральщикам охорони. W-17 зміг 27 листопада досягнути порту Юлін, а от тральщик W-18 у підсумку затонув.
У середині грудня 1944-го W-17 перейшов з Юліна на Формозу, а 3—9 січня 1945-го супроводив з Кіруна (наразі Цзілун) до Моджі конвой TAMO-34. З 11 січня тральщик став у Куре на ремонт, який тривав майже до кінця лютого.
1—9 березня 1945-го W-17 ескортував з Моджі до Кіруна конвой MOTA-40, а 16 березня рушив назад, охороняючи разом зі ще двома ескортними кораблями конвой TAMO-49. На переході підводний човен «Спот» спершу пошкодив один із транспортів (був невдовзі добитий бомбардувальниками), а потім потопив судно «Нанкін-Мару», разом з яким загинуло близько п'яти сотень осіб. На добу пізніше, на світанку 18 березня, «Спот» обстріляв W-17 зі своєї палубної 127-мм гармати та досягнув одного влучання, яке, втім, завдало лише незначних пошкоджень. 31 березня TAMO-49 прибув до Моджі.
На початку серпня 1945-го W-17 перебував в районі корейського порту Чінкай (наразі Чінхегу), де 2 серпня підірвався на міні, виставленій літаками B-29, які базувались на Маріанських островах. Корабель зазнав пошкоджень, проте не затонув і в підсумку пережив війну.
У квітні 1948-го W-17 пустили на злам у Сасебо.